# ムハンマド・アル＝ルバイエ
ムハンマド・アル＝ルバイエ・アル＝ヤミ（アラビア語: محمد الربيعي、Mohammed Al-Rubaie Al-Yami 、1997年8月14日-）はサウジアラビア・ナジュラーン出身のサッカー選手。ポジションはゴールキーパー。アル・アハリ・サウジFC所属。サウジアラビア代表。

## 経歴

### クラブ
2013年5月17日、アル・アフドゥードゥからアル・アハリに加入した。2018年8月2日、シーズン終了までアル・バーティンに期限付き移籍で加入した。
2020年1月28日、アル・アハリとの契約をさらに4シーズン更新した。

### 代表
アラブ首長国連邦で開催されるAFCアジアカップ2019のサウジアラビア代表メンバーに選出された。

## 代表歴

### 出場大会
- サウジアラビア代表
  - 2022 FIFAワールドカップ

### 試合数
- 国際Aマッチ 7試合 0得点（2020年-2022年）[5]

| サウジアラビア代表 | 国際Aマッチ | 国際Aマッチ |
| 年                 | 出場        | 得点        |
| ------------------ | ----------- | ----------- |
| 2020               | 2           | 0           |
| 2021               | 3           | 0           |
| 2022               | 2           | 0           |
| 通算               | 7           | 0           |